# Selektywność odbiornika radiowego
Selektywność odbiornika radiowego – zdolność do wyodrębnienia spośród różnych sygnałów wielkiej częstotliwości doprowadzonych do wejścia odbiornika tylko sygnału o takiej częstotliwości, na którą jest nastrojony.
Obwody wejściowe odbiornika nie są w stanie zapewnić odpowiedniej selektywności, a jedynie dokonują selekcji wybranego pasma.
Dlatego w celu uzyskania odpowiedniej selektywności odbiornika stosuje się odpowiednie formowanie sygnału w torze pośredniej częstotliwości.
W odbiornikach z pośrednią przemianą częstotliwości, głównej selekcji dokonuje się w torze wzmacniacza p.cz. przez zastosowanie odpowiednich filtrów.
W zależności od przeznaczenia, rodzaju odbiornika, jak i rodzaju odbieranych modulacji, we wzmacniaczach pośredniej częstotliwości stosuje się różne filtry, mogą to być np. filtry ceramiczne, kwarcowe w celu uzyskania odpowiedniej selektywności odbiornika i głównie od tych filtrów zależy selektywność odbiornika.
W odbiornikach o bezpośredniej przemianie częstotliwości (homodynowych), głównej selekcji dokonuje się w torze małej częstotliwości, przez zastosowanie odpowiednich filtrów dolnoprzepustowych, lub odpowiednich wzmacniaczy selektywnych małej częstotliwości.
Odbiorniki te w zasadzie są budowane i wykorzystywane jedynie przez radioamatorów, krótkofalowców.
Najczęściej używaną miarą selektywności jest tłumienie sygnałów niepożądanych określonego rodzaju, wyrażonych w decybelach. Tłumienie sygnału niepożądanego jest to wyrażony w decybelach stosunek poziomu sygnału wejściowego o częstotliwości niepożądanej do poziomu sygnału o częstotliwości dostrojenia odbiornika, gdy każdy z tych sygnałów zapewnia normalną moc wyjściową.